# Ferania sieboldii
Ferania sieboldii — вид змій родини гомалопсових (Homalopsidae). Мешкає в Південній Азії. Вид названий на честь німецького зоолога Карла Теодора Ернста фон Зібольда. Це єдиний представник монотипового роду Ferania. Умовно отруйна змія (реальної небезпеки для людини не становить). 

## Поширення і екологія
Ferania sieboldii мешкають в Індії, Бангладеш і Непалі, а також на північному заході М'янми. Вони живуть на берегах річок і ставків. Живляться земноводними і рибою.